# Microchirita barbata
Microchirita barbata là một loài thực vật có hoa trong họ Tai voi. Loài này được Thomas Archibald Sprague mô tả khoa học đầu tiên năm 1908 dưới danh pháp Chirita barbata.